# Olympische Sommerspiele 2008/Teilnehmer (Litauen)
| Gelbes Symbol für Goldmedaillen mit stilisierten Olympischen Ringen | Graues Symbol für Silbermedaillen mit stilisierten Olympischen Ringen | Braundes Symbol für Bronzemedaillen mit stilisierten Olympischen Ringen |
| ------------------------------------------------------------------- | --------------------------------------------------------------------- | ----------------------------------------------------------------------- |
| —                                                                   | 3                                                                     | 2                                                                       |

Litauen nahm bei den Olympischen Sommerspielen 2008 in Peking zum siebten Mal an Olympischen Sommerspielen teil. Das litauische Team wurde vom Nationalen Olympischen Komitee Litauens benannt. Träger der Flagge bei der Eröffnungsfeier war der Kapitän des Basketballteams, Šarūnas Jasikevičius. Insgesamt nahmen 71 litauische Athleten an den Spielen teil.

## Teilnehmer nach Sportarten

### Badminton
- Kęstutis Navickas
Herren, Einzel
- Akvilė Stapušaitytė
Damen, Einzel

### Basketball
Litauische Nationalmannschaft der Herren:
- Simas Jasaitis
- Šarūnas Jasikevičius (Kapitän, Flaggenträger)
- Robertas Javtokas
- Rimantas Kaukėnas
- Linas Kleiza
- Darjuš Lavrinovič
- Kšyštof Lavrinovič
- Mindaugas Lukauskis
- Jonas Mačiulis
- Marijonas Petravičius
- Marius Prekevičius
- Ramūnas Šiškauskas

### Boxen
- Jaroslavas Jakšto
Herren, Superschwergewicht
- Egidijus Kavaliauskas
Herren, Mittelweltengewicht
- Daugirdas Šemiotas
Herren, Mittelschwergewicht

### Gewichtheben
- Ramūnas Vyšniauskas
Herren, 105 kg

### Judo
- Albert Techov
Herren, 60 kg

### Kanu
- Herren, C-2 500 m:
  - Tomas Gadeikis
  - Raimundas Labuckas
- Herren, K-2 500 m
  - Egidijus Balčiūnas
  - Alvydas Duonėla

### Kunstturnen
- Jelena Zanevskaya
Damen, Mehrkampf

### Leichtathletik
- Virgilijus Alekna (Bronze ), Diskuswurf, Männer
- Zinaida Sendriūtė
Damen, Diskuswurf
- Inga Stasiulionytė
Damen, Speerwurf
- Karina Vnukova
Damen, Hochsprung
- Lina Grinčikaitė
Damen, 100 m
- Eglė Balčiūnaitė
Damen, 800 m
- Vitalij Kozlov
Herren, 800 m
- Rasa Troup
Damen, 3000 m Hürdenlauf
- Sonata Milušauskaitė
Damen, 20 km Gehen
- Kristina Saltanovič
Damen, 20 km Gehen
- Marius Žiūkas
- .Herren, 20 km Gehen
- Darius Škarnulis
Herren, 50 km Gehen
- Tadas Šuškevičius
Herren, 50 km Gehen
- Donatas Škarnulis
Herren, 50 km Gehen
- Živilė Balčiūnaitė
Damen, Marathon
- Rasa Drazdauskaitė
Damen, Marathon
- Austra Skujytė
Damen, Siebenkampf
- Viktorija Žemaitytė
Damen, Siebenkampf

### Moderner Fünfkampf
- Herren
- Edvinas Krungolcas
- Andrejus Zadneprovskis 
Damen
- Laura Asadauskaitė
- Donata Rimšaitė

### Radsport
- Männer, Straßenrennen:
  - Dainius Kairelis
  - Ignatas Konovalovas
- Damen, Straßenrennen:
  - Edita Pučinskaitė
  - Jolanta Polikevičiūtė
  - Modesta Vžesniauskait
- Damen, Einzelzeitfahren:
  -     -       - Edita Pučinskaitė

#### Bahnradsport
- Simona Krupeckaitė
Damen, Sprint
- Svetlana Pauliukaitė
Damen, Einzelverfolgung
- Vilija Sereikaitė
Damen, Einzelverfolgung
- Svetlana Pauliukaitė
Damen, Punktefahren

### Ringen
- Aleksandr Kazakevič
Männer, griechisch-römisch bis 66 kg
- Valdemaras Venckaitis
Männer, griechisch-römisch bis 74 kg
- Mindaugas Ežerskis
Männer, griechisch-römisch bis 96 kg
- Mindaugas Mizgaitis
Männer, griechisch-römisch bis 120 kg

Bei den Olympischen Spielen war der Russe Chassan Barojew mit Turinabol gedopt, als er im Finale Mijain Lopez Nunez gegenüberstand. Die damals mit illegalen Mitteln errungene Silbermedaille wurde dem Sportler am 17. November 2016 nach einer Mitteilung des IOC aufgrund des Dopings nachträglich aberkannt. Mindaugas Mizgaitis kam so auf den Silberplatz.

### Schießen
- Daina Gudzinevičiūtė
Damen, Trap

### Schwimmen
- Rolandas Gimbutis
Männer, 40 Freistil
- Paulius Viktoravičius
Männer, 100 m Freistil
- Saulius Binevičius
Männer, 200 m Freistil
- Vytautas Janušaitis
Männer, 100 m Rücken
- Giedrius Titenis
Männer, 100 m Brust
- Edvinas Dautartas
Männer, 200 m Brust
- Rimvydas Šalčius
Männer, 100 m Schmetterling
- Vytautas Janušaitis
Männer, 200 m Lagen
- Rugilė Mileišytė
Damen, 50 m Freistil
- Raminta Dvariškytė
Damen, 200 m Brust

### Segeln
| Frauen                 | Frauen | Frauen |
| ---------------------- | ------ | ------ |
| Gintarė Volungevičiūtė | Laser  | Silber |

### Rudern
- Vaida Arbočiūtė
Damen, Einer

### Tischtennis
- Rūta Paškauskienė
Damen, Einzel